# Milly - Un giorno dopo l'altro
Lady!! (レディ！！?, Redi!!) è un manga shōjo scritto e disegnato da Yōko Hanabusa, pubblicato in Giappone sulla rivista Hitomi Comics di Akita Shoten dal 1986 al 1992.
Dal manga sono state tratte due serie anime, prodotte da Toei Animation e andate in onda in Giappone su TBS tra l'ottobre 1987 e il marzo 1988 la prima dal titolo Lady Lady!! (レディレディ！！?, Redi Redi!!), su TV Tokyo tra il maggio 1988 e il gennaio 1989 la seconda dal titolo Hello! Lady Lynn (ハロー！レディリン?, Harō! Redi Rin).
In Italia le due serie anime sono state trasmesse, con il titolo unico Milly - Un giorno dopo l'altro, su Italia 1 tra il gennaio e il maggio 1989, mentre il manga è stato pubblicato successivamente da Goen dal febbraio 2011 al gennaio 2013.

## Trama
La piccola Lynn (Milly, in Italia), di cinque anni, e sua madre giungono nel Regno Unito dal Giappone per incontrare il padre della bambina, George Russell, visconte di Marble. Durante il tragitto verso la tenuta del visconte l'automobile su cui le due viaggiano è coinvolta in un terribile incidente e la madre di Lynn perde la vita; quando Lynn riprende conoscenza all'ospedale, George decide di tenerle nascosta la morte della madre per non farla soffrire. Trasferitasi dunque a Casa Marble, Lynn, con la propria spontaneità e la simpatia, non tarda a conquistare i cuori di tutti i membri della servitù; una fredda accoglienza le viene invece riservata da Sarah, la primogenita del visconte. Sarah è da principio molto scostante con la sorellastra, invidiandone il rapporto con la madre e temendo che Lynn attirerà su di sé tutte le attenzioni del padre e dei due bei vicini di casa, i giovanissimi conti Brighton; tuttavia, anche Sarah, che in realtà è di animo molto gentile, finirà ben presto con l'affezionarsi a Lynn e le due sorellastre stringeranno infine un bellissimo legame.
Qualche tempo dopo l'arrivo di Lynn, il duca di Woburn, padre di George, invita a Casa Marble la perfida e ricchissima baronessa Magdalene Wavebury e i suoi due figli, Thomas e Mary; così facendo, il duca spera di convincere il figlio a sposare la baronessa e sanare i debiti che da tempo affliggono il casato. Sono tempi molto duri per Lynn e Sarah, costrette a subire angherie dei Wavebury e senza il padre, sempre fuori casa per lavoro, ma le due potranno contare l'una sull'altra e sull'amicizia dei giovani Arthur ed Edward Brighton, sempre pronti a correre in loro aiuto. Tempo dopo, i Russell, complice anche il definitivo rifiuto del visconte George di sposare Magdalene Wavebury, finiscono in bancarotta e perdono Casa Marble. Sarah e Lynn sono costrette così a separarsi: la prima andrà a vivere dal nonno, il duca Richard (che rifiuta di riconoscere Lynn in quanto figlia di madre straniera), e la seconda dalla prozia Isabel Montgomery, sorella del duca Richard e, al contrario del fratello, affezionatissima a Lynn.
Passano alcuni anni. Lynn è ora alle prese con la scuola e l'equitazione, sport per cui ha una grandissima passione e un enorme talento, ma fatica ad essere accettata nel club del proprio collegio. Lynn non si arrende e infine riesce ad entrare a farne parte, ma dovrà fare i conti con Vivian Spencer, il capitano della squadra, una ragazza molto talentuosa, ma anche arrogante e spocchiosa; come se non bastasse, Lynn dovrà vedersela anche con Mary Wavebury, che si iscrive alla sua stessa scuola con il solo intento di renderle la vita difficile. Tuttavia, Lynn non cederà mai a nessuno degli ostacoli che si troverà di fronte e alla fine riuscirà a realizzare il proprio sogno: diventare una vera “Lady”, proprio come voleva sua madre.

## Personaggi

I personaggi della serie. Da sinistra: il visconte George, Sarah, Edward, Arthur e, in primo piano, Lynn

Lynn Russell (リン・ラッセル?, Rin Rasseru, in Italia Milly Russell)
Doppiata da: Miyuki Muroi (1ª serie) e Kumiko Nishihara (2ª serie) (ed. giapponese), Paola Tovaglia (ed. italiana)
È una bimba di cinque anni, molto allegra ed esuberante, figlia del visconte George Russell di Marble e della sua seconda moglie, Misuzu Midorikawa. A causa delle sue origini miste, non riesce a farsi accettare dalla nobiltà britannica , in particolare dal nonno, il duca Richard di Woburn; di conseguenza, il più grande sogno di Lynn è proprio quello di diventare “una vera signora inglese” (una lady, appunto) a tutti gli effetti. Questo suo desiderio è simboleggiato da un cofanetto portagioie, ereditato dalla madre, che Lynn si è ripromessa di aprire solo una volta riuscita a realizzare il proprio sogno. Ha una grande passione e un innato talento per l'equitazione.
Sarah Frances Russell (セーラ・フランシス・ラッセル?, Sēra Furanshisu Rasseru)
Doppiata da: Chieko Honda (1ª serie) e Chiharu Kataishi (2ª serie) (ed. giapponese), Dania Cericola (ed. italiana)
Sorellastra maggiore di Lynn, figlia del visconte George e della prima moglie di questi, Lady Frances Russell, morta poco dopo la sua nascita. È di salute estremamente delicata, anche se, crescendo, riuscirà a superare il problema.
Inizialmente fredda e sgarbata con Lynn, dopo che la bambina scopre la morte della madre per bocca dei Wavebury, Sarah comincia ad affezionarsi sempre di più alla sorellina e diventa molto protettiva e premurosa nei suoi confronti. Come Lynn, anche Sarah conserva dei cimeli della madre, nel suo caso il flauto e uno degli spartiti appartenuti a Frances (recuperato per lei da Lynn).
George Russell (ジョージ・ラッセル?, Jōji Rasseru)
Doppiato da: Hideyuki Tanaka (1ª serie) e Rokurō Naya (2ª serie) (ed. giapponese), Enrico Maggi (ed. italiana)
Visconte di Marble e padre di Lynn e Sarah. È costantemente messo sotto pressione dal padre, il duca Richard, affinché sposi la ricchissima baronessa Wavebury, cosa che non ha nessuna intenzione di fare; resosi conto che tutto il suo lavoro non basterà a salvare la disastrosa situazione economica della famiglia, tuttavia, si rassegna, salvo poi rifiutarsi definitivamente quando scopre che Lynn, pur di impedirlo, era disposta ad andarsene per sempre dall'Inghilterra.
Arthur Drake Brighton (アーサー・ドレイク・ブライトン?, Āsā Doreiku Buraiton)
Doppiato da: Ryō Horikawa (1ª serie) e Shigeru Nakahara (2ª serie) (ed. giapponese), Andrea De Nisco (ed. italiana)
Primogenito ed erede del casato dei conti di Brighton e coetaneo di Sarah, per la quale sembra provare qualcosa. È sempre molto calmo, posato e gentile. Possiede una bellissima cavalla di nome Alexandra, che stravede per Lynn ma che, curiosamente, non si lascia montare da nessun altro, incluso il fratello minore di Arthur, Edward.
Edward Brighton (エドワード・ブライトン?, Edowādo Buraiton)
Doppiato da: Hidehiro Kikuchi (1ª serie) e Keiichi Nanba (2ª serie) (ed. giapponese), Veronica Pivetti (1ª voce) e Daniele Demma (2ª voce) (ed. italiana)
È il fratello minore di Arthur ed è decisamente più turbolento. È particolarmente protettivo nei confronti di Lynn.
Magdalene Wavebury (モードリン・ウイバリー?, Mōdorin Wibarī)
Doppiata da: Eiko Masuyama (ed. giapponese), Valeria Falcinelli (ed. italiana)
Donna perfida ed intrigante intenzionata a sposare il visconte George Russell per imparentarsi con il casato dei Woburn, Magdalene è una baronessa, ma non è di famiglia nobile. Si trasferisce a casa Marble con i suoi due figli su invito del duca Richard, interessato al suo patrimonio per sanare i debiti del casato, e tenta sin dall'inizio di imporre la propria autorità; cova un odio particolare per Lynn, che ritiene responsabile della titubanza del visconte George riguardo alle nozze, mentre è molto cauta nei confronti di Sarah, essendo lei la nipote prediletta del duca Richard. Sarah, sapendolo, riuscirà a tenerle sempre testa, anche se alla fine sarà costretta a sottomettersi; fortunatamente, gli intrighi della baronessa saranno sventati da Lynn.
Thomas Wavebury (トマス・ウイバリー?, Tomasu Wibarī)
Doppiato da: Keiichi Nanba (1ª serie) e Takeshi Kusao (2ª serie) (ed. giapponese), Massimiliano Lotti (ed. italiana)
Figlio maggiore di Magdalene Wavebury, è un ragazzo cattivo e viziato, ma non molto sveglio, e si diverte a tormentare Lynn. Ha anche dei forti contrasti con Edward Brighton e in un'occasione ne provoca la caduta da cavallo, facendo ricadere la colpa su Lynn; l'intervento di Sarah e Arthur, tuttavia, chiarirà la situazione.
Mary Wavebury (メアリ・ウイバリー?, Meari Wibarī)
Doppiata da: Mayumi Shō (1ª serie) e Rihoko Nagao (2ª serie) (ed. giapponese), Alessandra Karpoff (ed. italiana)
Sorella minore di Thomas, è più intelligente del fratello, ma non meno perfida. Nella prima stagione si diverte a tormentare Lynn e Sarah, mentre nella seconda, ormai cresciuta, si iscrive allo stesso collegio di Lynn con il solo scopo di renderle la vita impossibile e vendicarsi della protagonista, che ha mandato a monte il matrimonio di Magdalene con il visconte George.
Sophie Montgomery (ソフィ・モンゴメリ?, Sofi Mongomeri)
Doppiata da: Yūko Mita (ed. giapponese), Alessandra Karpoff (ed. italiana)
Una bambina molto infida e lontana parente di Lynn. Dapprima ostile, riuscirà tuttavia a cambiare e diventerà grande amica di Lynn.
Richard, duca di Woburn (ウォーバン公爵?, Wōban-kōshaku)
Doppiato da: Kōji Totani (1ª serie) e Hidekatsu Shibata (2ª serie) (ed. giapponese), ? (ed. italiana)
È il padre del visconte George. Si rifiuta di riconoscere Lynn a causa delle sue origini giapponesi, mentre è affezionatissimo a Sarah; fa molta pressione su George (arrivando addirittura a ricattare lui e Sarah) affinché sposi Magdalene Wavebury, così da sanare i debiti del casato; sembra tuttavia all'oscuro della vera natura della baronessa.
Isabel Montgomery (イザベル・モンゴメリ?, Izaberu Mongomeri)
Doppiata da: Nana Yamaguchi (1ª serie) e Reiko Mutō (2ª serie) (ed. giapponese), Marinella Armagni (ed. italiana)
Sorella di nonno Richard e prozia di Lynn e Sarah, molto gentile e premurosa. Si affeziona da subito alla piccola Lynn e tenta in più occasioni a convincere il cocciuto fratello a cambiare idea su di lei.
Robert (ロバート?, Robāto)
Doppiato da: Masaharu Satō (ed. giapponese), Antonio Paiola (ed. italiana)
È il maggiordomo di Casa Marble.
Brenda (ブレンダ?, Burenda)
Doppiata da: Reiko Suzuki (ed. giapponese), Ivana Erbetta (ed. italiana)
Governante di Casa Marble.
Jill (ジル?, Jiru)
Doppiata da: Shino Kakinuma (ed. giapponese), Tullia Piredda (ed. italiana)
Domestica di Casa Marble. Viene licenziata dalla baronessa Magdalene per aver schiaffeggiato Thomas Wavebury.
Tom (トム?, Tomu)
Doppiato da: Kōhei Miyauchi (ed. giapponese), Enrico Bertorelli (ed. italiana)
Giardiniere di Casa Marble. Viene licenziato dalla baronessa Magdalene per aver difeso Lynn dall'ennesima prepotenza dei Wavebury.

## Manga
Il manga è stato pubblicato sulla rivista Hitomi Comics dal 1986 al 1992 e successivamente è stato serializzato in 12 tankōbon per conto della Akita Shoten, pubblicati tra l'aprile 1987 e il gennaio 1993. L'opera ha ricevuto una ristampa nel 2001 e un sequel di due volumi intitolato Lady Lynn! (レディリン！?) nel 2009.
In Italia è stato pubblicato con il titolo originale da Goen dal febbraio 2011 al gennaio 2013.

### Volumi
| Nº | Data di prima pubblicazione | Data di prima pubblicazione | Data di prima pubblicazione | Data di prima pubblicazione |
| Nº | Giapponese                  | Giapponese                  | Italiano                    | Italiano                    |
| -- | --------------------------- | --------------------------- | --------------------------- | --------------------------- |
| 1  | aprile 1987                 | ISBN 978-4-253-08196-2      | 24 febbraio 2011            | ISBN 978-88-9734-903-7      |
| 2  | ottobre 1987                | ISBN 978-4-253-08197-9      | 28 aprile 2011              | ISBN 978-88-9734-912-9      |
| 3  | gennaio 1988                | ISBN 978-4-253-08198-6      | 30 giugno 2011              | ISBN 978-88-9734-919-8      |
| 4  | maggio 1988                 | ISBN 978-4-253-08199-3      | 25 agosto 2011              | ISBN 978-88-9734-927-3      |
| 5  | 1988                        | ISBN 978-4-253-08200-6      | 27 ottobre 2011             | ISBN 978-88-9734-938-9      |
| 6  | giugno 1989                 | ISBN 978-4-253-08263-1      | 10 dicembre 2011            | ISBN 978-88-9734-950-1      |
| 7  | novembre 1989               | ISBN 978-4-253-08264-8      | 24 febbraio 2012            | ISBN 978-88-9734-965-5      |
| 8  | marzo 1990                  | ISBN 978-4-253-08265-5      | 27 aprile 2012              | ISBN 978-88-9734-993-8      |
| 9  | agosto 1990                 | ISBN 978-4-253-08266-2      | 6 luglio 2012               | ISBN 978-88-6712-018-5      |
| 10 | marzo 1991                  | ISBN 978-4-253-08267-9      | 29 settembre 2012           | ISBN 978-88-6712-041-3      |
| 11 | marzo 1992                  | ISBN 978-4-253-08268-6      | 30 novembre 2012            | ISBN 978-88-6712-062-8      |
| 12 | gennaio 1993                | ISBN 978-4-253-08269-3      | 26 gennaio 2013             | ISBN 978-88-6712-073-4      |

## Anime
L'anime, prodotto da Toei Animation, è composto da due serie: la prima di 21 episodi è andata in onda su TBS dal 21 ottobre 1987 al 23 marzo 1988, la seconda di 36 episodi è stata trasmessa su TV Tokyo dal 12 maggio 1988 al 26 gennaio 1989. Mentre la prima ricalca più o meno le vicende narrate nei volumi iniziali del manga, la seconda se ne distacca completamente raccontando eventi nuovi mai successi nell'opera cartacea. Gli ultimi quattro episodi sono un riassunto degli eventi della seconda serie.
Un film che ripercorre la prima serie televisiva è uscito il 12 marzo 1988, mentre un drama-CD dal titolo Lynn no dōwa-kan - Pyitaapan wo sagashite (リンの童話館-ぴぃたぁぱんを探して?) è stato pubblicato ad opera della Water Orion.
In Italia l'anime è stato acquistato da Mediaset ed è stato trasmesso in un'unica stagione di 57 episodi su Italia 1 dal 16 gennaio al 26 maggio 1989 all'interno del contenitore I Cartonissimi (spin-off della trasmissione Bim Bum Bam). La versione italiana non presenta gravi censure e mantiene tutti i nomi originali dei personaggi, ad eccezione della protagonista che passa da Lynn a Milly. Dopo diversi anni di assenza, dal 9 maggio 2023 viene replicato in versione rimasterizzata su Italia 1 in orario mattutino.

### Episodi

#### Prima serie
| Nº | Titolo italiano Giapponese 「Kanji」 - Rōmaji - Traduzione letterale | In onda          | In onda          |
| Nº | Titolo italiano Giapponese 「Kanji」 - Rōmaji - Traduzione letterale | Giapponese       | Italiano         |
| 1  | Ciao io sono Milly 「ハロー！リンです」 - Harō! Rin desu – "Hello! Sono Lynn" | 21 ottobre 1987  | 16 gennaio 1989  |
| 1  | Milly, una bimba di cinque anni, giunge in Inghilterra dal Giappone insieme alla madre per conoscere il padre, George Russell, visconte di Marble. Lungo la strada verso la tenuta del visconte, l'automobile su cui viaggiano le due è vittima di un incidente e la madre di Milly perde la vita; George decide di tenere nascosta a Milly la morte della madre per non farla soffrire. Milly si trasferisce a casa Marble e scopre di avere una sorella maggiore, Sarah, figlia del visconte e della sua prima moglie, morta poco tempo dopo la sua nascita; Sarah reagisce molto male all'arrivo di Milly e respinge ogni tentativo della sorellina di fare amicizia. Milly non si perde d'animo e coglie dei fiori per lei, ma la ragazza rifiuta in malo modo il dono e Milly, sconvolta, fugge di casa. |                  |                  |
| 2  | I due giovani gentiluomini 「小さな紳士がふたり」 - Chīsana shinshi ga futari – "I giovani gentiluomini sono due" | 28 ottobre 1987  | 18 gennaio 1989  |
| 2  | Milly viene trovata da Arthur ed Edward Brighton, fratelli e vicini di casa dei Russell. La bambina si ammala per aver corso sotto la pioggia, ma per fortuna si riprende in fretta; Sarah si sente in colpa e quando il padre le telefona per chiederle se si trova bene con Milly non ha il coraggio di confessargli l'accaduto. Milly si reca dai Brighton per ringraziarli e stringe subito amicizia con loro; arrivato il momento di tornare a casa, Milly coglie dei fiori per Sarah. La ragazza, questa volta, accetta il regalo. |                  |                  |
| 3  | Ospiti sgraditi 「招かれざる客」 - Manekarezaru kyaku – "Ospiti non invitati" | 4 novembre 1987  | 20 gennaio 1989  |
| 3  | A casa Marble si presentano l'intrigante baronessa Magdalene Wavebury e i suoi figli, i perfidi Thomas e Mary. La baronessa annuncia a Milly e Sarah di essere stata invitata a stabilirsi a casa Marble dal nonno delle bambine, il duca Richard di Woburn, padre del visconte George, e Sarah, pur contrariata, è costretta ad accogliere gli sgraditi ospiti. Milly, ingenuamente, crede che i Wavebury resteranno a casa Marble fino al ritorno di sua madre; nonostante Sarah preghi loro di non dire nulla, i Wavebury rivelano a Milly la verità, spezzando il cuore della povera bambina. Sarah, toccata dal dolore di Milly, inizia a cambiare e ad essere più gentile con lei. |                  |                  |
| 4  | Un ricordo della mamma 「ママのわすれ形見」 - Mama no wasure katami – "Il ricordo della mamma" | 11 novembre 1987 | 23 gennaio 1989  |
| 4  | Arthur accompagna Milly a visitare la tomba della madre e ciò contribuisce a rasserenare un po' la bambina. Sarah telefona al padre per informarlo dell'accaduto e il visconte la prega di consegnare a Milly una cosa che aveva deciso di darle il giorno in cui avesse deciso di raccontarle la verità: la chiave che apre il portagioie della mamma di Milly. Sarah consegna la chiave a Milly e le promette d'ora in poi di fare il possibile per essere una buona sorella per lei. |                  |                  |
| 5  | Il piano di Thomas 「トマスの悪だくみ」 - Tomasu no waru dakumi – "Il meccanismo malvagio di Thomas" | 18 novembre 1987 | 25 gennaio 1989  |
| 5  | Sarah rimane senza un colore per finire un dipinto e Milly, per farle una sorpresa, decide di andare a comprarglielo senza dirle nulla. Rientrando a casa dopo aver acquistato il colore, Milly incontra Edward, che si offre di farle fare un giro su Alexandra, la cavalla di Arthur. Thomas fa imbizzarrire Alexandra sparandole con una pistola giocattolo, provocando la caduta di Milly ed Edward; Milly ne esce illesa, ma Edward riporta diverse brutte ferite. Thomas accusa dell'incidente proprio Milly; neppure Arthur difende la piccola amica e Milly viene chiusa in soffitta come punizione da Magdalene. |                  |                  |
| 6  | Una prova schiacciante 「誤解されたまごころ」 - Gokaisareta magokoro – "Sincerità fraintesa" | 2 dicembre 1987  | 27 gennaio 1989  |
| 6  | Sarah libera Milly dalla soffitta, sfidando l'autorità di Magdalene. Milly ascolta per caso Thomas vantarsi con Mary di aver provocato la caduta di Edward e lo aggredisce; la bimba viene così chiusa di nuovo in soffitta da Magdalene. Edward, che nel frattempo si è ripreso, riferisce al fratello come sono andate davvero le cose e Arthur ne parla con Sarah; i due capiscono che Milly è innocente e riescono a dimostrarlo recuperando il proiettile sparato da Thomas. Sarah trova anche il colore che Milly le aveva comprato; commossa, la ragazza affronta Magdalene e smaschera Thomas. L'episodio si chiude con Sarah ed Arthur che liberano Milly e si scusano per non averle creduto. |                  |                  |
| 7  | Una promessa solenne 「レディへの誓い」 - Redi e no chikai – "Il giuramento a una lady" | 9 dicembre 1987  | 30 gennaio 1989  |
| 7  | Mary cerca di seminare discordia tra Milly e Sarah usando Arthur come pretesto, ma l'affetto che ormai è nato tra le due sorelle si rivela più forte di qualsiasi maldicenza. Arthur invita Milly e Sarah a casa Brighton per una festa in onore di Edward, completamente ristabilitosi; durante la festa, Sarah che già da tempo soffre di problemi di salute, si ammala gravemente e viene ricoverata d'urgenza in ospedale. |                  |                  |
| 8  | Una visita del papà 「あこがれのロンドン」 - Akogare no Rondon – "La tanto ammirata Londra" | 16 dicembre 1987 | 1º febbraio 1989 |
| 8  | Il visconte George, informato del malore di Sarah, torna a casa per stare accanto alle figlie. Il duca Richard vorrebbe che George sposasse Magdalene per sanare i debiti che affliggono il casato, ma George, che si è reso conto della vera natura della baronessa e dei suoi figli, non intende farlo. George deve ripartire per sbrigare alcuni affari; preoccupato per ciò che accadrà a Milly e a Sarah in sua assenza, il visconte prega Arthur ed Edward di vegliare sulle figlie. |                  |                  |
| 9  | Una festa a sorpresa 「愛のクリスマス・カード」 - Ai no kurisumasu kādo – "La carta d'amore di Natale" | 23 dicembre 1987 | 3 febbraio 1989  |
| 9  | È Natale, ma Milly è molto triste perché dovrà passarlo da sola: Sarah è ancora ricoverata in ospedale e George è di nuovo lontano da casa per lavoro. Sarah, con l'aiuto di Arthur ed Edward e della servitù di casa Marble, organizza una festa a sorpresa per la sorellina. |                  |                  |
| 10 | Un'avventura pericolosa 「雪の中に魔女が舞う」 - Yuki no naka ni majo ga mau – "La strega che balla nella neve" | 6 gennaio 1988   | 6 febbraio 1989  |
| 10 | Milly, Mary e Magdalene sono invitate ad assistere ad una partita di rugby a cui prende parte anche Edward; Mary ne approfitta per rubare la chiave del portagioie di Milly. Quando scopre che la chiave è sparita, Milly decide di tornare allo stadio a cercarla, nonostante stia imperversando una bufera di neve; lungo il tragitto, la bambina, esausta, perde i sensi, rischiando di morire assiderata. Arthur ed Edward, fortunatamente, riescono a trovarla e a riportarla sana e salva a casa. Mary, pentita, fa in modo che Milly ritrovi la chiave, senza però ammettere ciò che ha fatto. |                  |                  |
| 11 | Sarah torna a casa 「パパ.おば様を愛しているの？」 - Papa. Oba-sama wo aishite iru no? – "Papà, vuoi bene alla zia?" | 13 gennaio 1988  | 8 febbraio 1989  |
| 11 | Magdalene assume un'istitutrice, la signorina Agnese Keller, per Thomas e Mary. I due non gradiscono affatto la cosa e per sbarazzarsi dell'insegnante le giocano un brutto scherzo, facendo ricadere la colpa su Milly; la bimba viene dunque punita ingiustamente da Magdalene. La signorina Agnese scopre che i responsabili sono Thomas e Mary e prova a convincere Magdalene a liberare Milly, ma la baronessa non sente ragioni e licenzia la donna. Sarah, ormai guarita, torna a casa e costringe Magdalene a lasciar andare Milly; le due sorelle possono così riabbracciarsi. |                  |                  |
| 12 | Una vacanza con papà 「春を呼ぶリンの冒険」 - Haru wo yobu Rin no bōken – "L'avventura di Lynn che richiama la primavera" | 20 gennaio 1988  | 10 febbraio 1989 |
| 12 | George si prende alcuni giorni di ferie per passare un po' di tempo con Milly e Sarah. I Russell vanno in vacanza presso una coppia di amici di famiglia e Milly ha modo di sapere qualcosa sul conto di Frances, la madre di Sarah. I racconti di George su Frances fanno riaffiorare la tristezza e l'invidia di Sarah nei confronti di Milly: la ragazza, infatti, non ha alcun ricordo di Frances ed è sempre stata per questo gelosa di Milly e del suo rapporto con la madre. Milly decide di aiutare la sorella e recupera per lei uno spartito su cui Frances, che era una flautista, era solita esercitarsi; Sarah, commossa, ringrazia Milly e le promette che la gelosia non rovinerà mai più il loro legame.                                                                                      |                  |                  |
| 13 | In visita da nonno Richard 「なぜ！？おじい様に会えないの？」 - Naze!? Ojī-sama ni aenai no? – "Perché!? Non posso incontrare il nonno?" | 27 gennaio 1988  | 13 febbraio 1989 |
| 13 | I Russell si recano in visita dal duca Richard di Woburn, padre del visconte George e nonno di Milly e Sarah. George vorrebbe che il duca conoscesse Milly, ma l'anziano nobiluomo rifiuta di accettare la nipotina in quanto figlia di madre straniera. L'arrivo di Magdalene crea nuove tensioni: il duca si rende conto che George non ha intenzione di sposare la baronessa e lo minaccia di rimandare Milly in Giappone se non cambierà idea. George e Sarah sono con le spalle al muro, ma trovano un'alleata nella zia Isabel Montgomery, sorella del duca Richard, che si affeziona da subito a Milly. A fine giornata, i Russell tornano a casa; Milly è triste al pensiero di non aver potuto conoscere il nonno, ma Sarah le assicura che un giorno potrà vederlo.                                 |                  |                  |
| 14 | Un regalo di papà 「雨の中！お願いセーラ倒れないで」 - Ame no naka! Onegai Sēra taorenaide – "Nella pioggia! Per favore Sarah non cadere" | 3 febbraio 1988  | 15 febbraio 1989 |
| 14 | George iscrive Milly a scuola, ma non può accompagnarla al colloquio che la bimba dovrà sostenere per l'ammissione a causa degli impegni di lavoro, così, per farsi perdonare, le regala un vestito nuovo. Mary, invidiosa, rovina il vestito; Milly è disperata, ma Sarah sistemerà tutto. |                  |                  |
| 15 | Milly va a scuola 「どうして！？リンは学校には入れないの」 - Dōshite!? Rin wa gakkō ni wa hairenai no – "Perché!? Lynn non può entrare nella scuola" | 10 febbraio 1988 | 17 febbraio 1989 |
| 15 | È arrivato il giorno del colloquio di Milly. La baronessa Magdalene, contro la volontà di Sarah, accompagna Milly a scuola. La bimba dà prova di grande altruismo e generosità aiutando una bambina con cui aveva fatto amicizia e supera l'esame. |                  |                  |
| 16 | L'angelo tra le rose 「アーサー！お願いセーラを助けて」 - Āsā! Onegai Sēra wo tasukete – "Arthur! Per favore aiuta Sarah" | 17 febbraio 1988 | 20 febbraio 1989 |
| 16 | Sarah si iscrive ad un concorso di pittura e dipinge un ritratto di Milly. Anche Mary gareggerà presentando un ritratto di Magdalene; la baronessa, decisa a far vincere la figlia, tenta di corrompere la giuria. Mary si rende conto che Sarah è molto più brava di lei e con l'aiuto di Thomas sostituisce il dipinto della ragazza con una tela bianca; Arthur, però, riesce a portare il dipinto al concorso in tempo, e Sarah vince la gara. George si reca alla premiazione, ma lungo la strada ha un malore e viene ricoverato in ospedale. |                  |                  |
| 17 | Una questione di soldi 「捨てないで！ひとりぼっちはイヤ」 - Sutenaide! Hitoribotchi wa iya – "Non buttarlo fuori! Essere soli è brutto" | 24 febbraio 1988 | 22 febbraio 1989 |
| 17 | Milly è molto preoccupata per il padre, e Arthur ed Edward la portano a fare una passeggiata per tranquillizzarla. Magdalene accusa la bimba di insensibilità e intende punirla, ma Sarah e Tom, il giardiniere di casa Marble, intervengono in difesa di Milly. La baronessa, resasi conto di non avere alcuna autorità, decide di saldare i debiti di George. L'astuta mossa funziona e il duca di Woburn l'autorizza a gestire casa Marble: il primo provvedimento di Magdalene è licenziare Tom. |                  |                  |
| 18 | Il ricatto 「ウソでしょ！みんなリンが悪いの？」 - Uso desho! Minna Rin ga warui no? – "È una bugia! Tutti sono cattivi con Lynn?" | 2 marzo 1988     | 24 febbraio 1989 |
| 18 | Il duca Richard ordina a Sarah di convincere George a sposare Magdalene, altrimenti rimanderà Milly in Giappone; Sarah, con il cuore a pezzi, non sa cosa fare. La ragazza si confida con Arthur, ma non si accorge di essere sentita da Milly. |                  |                  |
| 19 | Sensi di colpa 「リンもうダメ！パパが結婚するの」 - Rin mō dame! Papa ga kekkon suru no – "Lynn non ne può più! Il papà si sposerà" | 9 marzo 1988     | 27 febbraio 1989 |
| 19 | Milly si sente in colpa per l'infelicità di Sarah e George e non sa che cosa fare per aiutarli. Sarah si reca in ospedale per parlare con il padre e senza volerlo lo ascolta mentre confida ad un amico di ritenersi l'unico responsabile per la situazione della famiglia; la ragazza, allora, decide di accettare la tirannia di Magdalene per il bene del padre e di Milly. La bimba, intanto, è vittima dell'ennesima prepotenza di Thomas e Mary e viene difesa da Jill, la cameriera di casa Marble; Magdalene licenzia Jill, ma la buona cameriera è serena e prima di andarsene assicura Milly e Sarah che un giorno tutto si sistemerà. |                  |                  |
| 20 | Ritorno in patria 「ごめんねセーラ リン日本に帰る！」 - Gomenne Sēra Rin Nippon ni kaeru! – "Scusa Sarah. Lynn torna in Giappone!" | 16 marzo 1988    | 1º marzo 1989    |
| 20 | Milly e Sarah si recano in ospedale a trovare George. L'uomo, con una scusa, allontana Milly in modo da poter parlare da solo con Sarah della baronessa Magdalene, ma Milly finisce ugualmente con l'ascoltare tutto e scopre che George e Sarah si sottometteranno al ricatto del duca Richard e di Magdalene solo per lei. Milly, a questo punto, decide di andarsene e tornare in Giappone per risparmiare altro dolore al padre e alla sorella. |                  |                  |
| 21 | È l'ora di partire 「さようならイギリス」 - Sayōnara Igirisu – "Addio Regno Unito" | 23 marzo 1988    | 3 marzo 1989     |
| 21 | Milly confida ad Edward di avere intenzione di tornare in Giappone e fa in modo che il padre le permetta di partire con il pretesto di voler rivedere i nonni. Edward non ha cuore di mantenere il segreto e rivela tutto ad Arthur e Sarah; i tre ragazzi si precipitano dunque in aeroporto, arrivando appena in tempo. Alla vista di Sarah, Milly non ha il coraggio di partire e, sostenuta dalla sorella, trova la forza per rivelare ogni cosa al padre; George, allora, rifiuta definitivamente di sposare la baronessa Magdalene, anche se ciò comporterà la rovina della famiglia, e promette alle sue figlie che niente li potrà mai più separare. |                  |                  |

#### Seconda serie
| Nº Ja | Nº It | Titolo italiano Giapponese 「Kanji」 - Rōmaji - Traduzione letterale | In onda           | In onda        |
| Nº Ja | Nº It | Titolo italiano Giapponese 「Kanji」 - Rōmaji - Traduzione letterale | Giapponese        | Italiano       |
| 1     | 22    | Un'impresa coraggiosa 「馬小屋のシンデレラ」 - Umagoya no Shinderera – "La Cenerentola della stalla" | 12 maggio 1988    | 6 marzo 1989   |
| 1     | 22    | Sono passati alcuni anni da quando il visconte George Russell ha rifiutato di sposare la baronessa Magdalene Wavebury; i Wavebury, per l'umiliazione, hanno lasciato l'Inghilterra e si sono trasferiti in Svizzera. I Russell, finiti in bancarotta, hanno perso casa Marble e Sarah e Milly sono state costrette a separarsi: Sarah vive con il nonno, il duca Richard di Woburn; Milly si è trasferita a casa della zia Isabel Montgomery, sorella del duca Richard, e frequenta il collegio St. Patrick, sede di un prestigioso circolo di equitazione. Un giorno, Andrew, il cavallo del capitano della squadra femminile Vivian Spencer, si imbizzarrisce e Milly riesce a calmarlo; la coraggiosa impresa impressiona molto il preside e il capitano della squadra maschile Philip, ma suscita la rabbia e l'invidia di Vivian. |                   |                |
| 2     | 23    | Due ospiti nuovi 「ふしぎな出会いが２つ」 - Fushigina deai ga futatsu – "Gli incontri meravigliosi sono due" | 19 maggio 1988    | 8 marzo 1989   |
| 2     | 23    | Vivian ha deciso di far abbattere Andrew; Isabel, allora, acquista il cavallo, con grande gioia di Milly. Joan Montgomery, una lontana parente di Isabel, si presenta assieme alla figlia, la piccola Sophie: la donna intende servirsi della bambina per vantare diritti sull'eredità dei Montgomery ed evitare che i beni passino a Milly. Isabel è disgustata, ma permette comunque a Sophie di restare a vivere con lei, confidando che la bontà d'animo di Milly saprà conquistare anche Sophie; la bimba, però, istigata da Joan, mira in realtà a sbarazzarsi di Milly. |                   |                |
| 3     | 24    | Le orchidee selvatiche 「野生のランの様に美しく」 - Yasei no ran no youni utsukushiku – "Magnifico come le orchidee selvatiche" | 26 maggio 1988    | 10 marzo 1989  |
| 3     | 24    | Sophie tenta di screditare Milly agli occhi di Isabel giocandole diversi brutti scherzi; la perfida bambina arriva addirittura a far imbizzarrire Andrew con uno scoiattolo, in modo che il preside del collegio non ritenga Milly all'altezza di badare al cavallo. Milly riesce a calmare Andrew e il preside, colpito dalla forza di volontà della ragazzina, le permette di continuare a tenere Andrew. Sophie è furiosa, ma giura a se stessa che riuscirà a liberarsi di Milly. |                   |                |
| 4     | 25    | Un caro vecchio amico 「リトルレディへの道」 - Ritoru Redi e no michi – "Il percorso per una piccola lady" | 2 giugno 1988     | 13 marzo 1989  |
| 4     | 25    | Il preside del St. Patrick annuncia la messa in palio del più prestigioso riconoscimento rilasciato dalla scuola, la Lady St. Patrick, una decorazione conferita alla studentessa più meritevole dell'anno; Milly decide di impegnarsi al massimo per ottenere il premio, ma dovrà guardarsi le spalle da Vivian, invidiosa della popolarità che Milly ha ottenuto per aver salvato Andrew. Milly rivede dopo tanto tempo Edward, venuto in visita al circolo per allenarsi con Philip; Vivian ne rimane affascinata e ciò è causa di ulteriore gelosia verso Milly. |                   |                |
| 5     | 26    | Un piccolo incidente 「緑の館の出来事」 - Midori no yakata no dekigoto – "L'evento al padiglione verde" | 9 giugno 1988     | 15 marzo 1989  |
| 5     | 26    | Dorothy e Lara, due compagne di classe di Milly, vengono a trovarla a casa. Sophie ne approfitta per architettare l'ennesimo brutto tiro e spaventa Andrew usando il suo scoiattolo; Dorothy si spaventa e cade, slogandosi una caviglia. Milly rischia di essere incolpata dell'incidente e di perdere quindi la possibilità di competere per la Lady St. Patrick, ma Dorothy difende l'amica e tutto si risolve per il meglio. A fine giornata, Milly vede una misteriosa ragazza cavalcare Elizabeth, il nuovo cavallo di Vivian, e si domanda chi possa essere. |                   |                |
| 6     | 27    | La fuga di Sophie 「ごめんねソフィ⋯」 - Gomenne Sofi… – "Scusa Sophie…" | 16 giugno 1988    | 17 marzo 1989  |
| 6     | 27    | Isabel deve assentarsi per andare a fare visita al duca Richard e chiede a Milly di tenere compagnia a Sophie. Milly vorrebbe assistere agli allenamenti della ragazza che ha visto in groppa ad Elizabeth e Sophie la esorta ad andare; in realtà si tratta di un'altra delle diaboliche pensate della bambina, che approfitta dell'assenza di Milly per inscenare una fuga e far ricadere su di lei la colpa. |                   |                |
| 7     | 28    | Il segreto di Andrew 「アンドリュウスの秘密」 - Andoryuusu no himitsu – "Il segreto di Andrew" | 23 giugno 1988    | 20 marzo 1989  |
| 7     | 28    | Vivian accoglie la ragazza nuova, Kathy, nel circolo di equitazione. Sophie fa in modo che Andrew rovini i fiori di Isabel e la donna comincia a considerare l'idea di allontanare il cavallo. Milly visita l'allevamento dov'è nato Andrew; la ragazzina scopre che Andrew perse la madre, Gloria, quando era ancora un puledro a causa di un incidente che vide coinvolto uno scoiattolo, spiegando il suo carattere difficile e la sua paura dei roditori. Milly porta ad Andrew la vecchia coperta di Gloria e il cavallo, riconoscente, si affeziona subito a lei: è nata una grande amicizia. |                   |                |
| 8     | 29    | Milly, un'intrepida amazzone 「リンが馬に乗れた日」 - Rin ga uma ni noreta hi – "Il giorno in cui Lynn montò a cavallo" | 30 giugno 1988    | 22 marzo 1989  |
| 8     | 29    | Il St. Patrick assume uno studente universitario, Jim Clark, come nuovo allenatore della squadra femminile; Milly mette in luce tutto il proprio talento salvando Elizabeth, la cavalla di Vivian, imbizzarritasi a causa di un incidente, e Jim rimane molto impressionato. Sophie riceve una lettera dalla madre che l'avverte che sarà spedita in collegio se non riuscirà a liberarsi di Milly; la maschera di buoni sentimenti della bimba comincia a cedere. |                   |                |
| 9     | 30    | Il compleanno di Paul 「涙にぬれた誕生日」 - Namida ni nureta tanjōbi – "Il compleanno che fu bagnato dalle lacrime" | 7 luglio 1988     | 24 marzo 1989  |
| 9     | 30    | Milly è invitata alla festa di compleanno del suo amico Paul e il ragazzino, dietro sua richiesta, invita anche Sophie. Alla festa, la bambina si comporta male soprattutto verso Milly; Paul, esasperato, rivela a Sophie che è stata proprio Milly a chiedergli di invitarla. La bambina ne rimane sconvolta e si pente di tutte le proprie malefatte. |                   |                |
| 10    | 31    | Una strana proposta 「クレストへのめざめ」 - Kuresuto e no mezame – "Risveglio alla cresta" | 14 luglio 1988    | 27 marzo 1989  |
| 10    | 31    | Milly comincia ad imparare a cavalcare Andrew, e Kathy, che era rimasta molto impressionata dalla bravura dimostrata da Milly nel salvare Elizabeth, le propone di gareggiare contro di lei per la Lady St. Patrick; Milly, onorata, accetta la sfida. Isabel ha un lieve malore e viene ricoverata in ospedale per alcuni accertamenti; la notizia preoccupa molto tutti, tranne Joan Montgomery, che al contrario ne è assai felice. |                   |                |
| 11    | 32    | Una rivale pericolosa 「ライバルは天才！？」 - Raibaru wa tensai!? – "La rivale è un genio!?" | 21 luglio 1988    | 29 marzo 1989  |
| 11    | 32    | Edward chiede a Philip di trovare qualcuno che insegni a Milly a cavalcare; Philip, inizialmente, pensa di rivolgersi a Vivian, ma si rende ben presto conto che l'amica è troppo arrogante e non riuscirà a mettere da parte la sua invidia per Milly. Jim annuncia che d'ora in poi le gare di qualificazione al torneo ippico nazionale saranno aperte anche agli studenti più giovani; Milly, incoraggiata da Kathy e dalle amiche Dorothy e Lara, si iscrive assieme ad Andrew nonostante sia ancora una principiante. |                   |                |
| 12    | 33    | Sophie torna a casa 「さよならねソフィ」 - Sayonara ne Sofi – "Arrivederci Sophie" | 28 luglio 1988    | 31 marzo 1989  |
| 12    | 33    | Joan si presenta a casa Montgomery ed è molto contrariata di trovare Sophie ormai affezionata a Milly. Sophie, ferita dal disappunto della madre, non sa cosa fare; mentre passeggia, sovrappensiero, la bambina precipita da una scarpata e si sloga una caviglia. Milly riesce a trovarla grazie a King, lo scoiattolo di Sophie; Joan cerca di far ricadere la colpa dell'incidente su Milly, ma Sophie, stanca di essere usata, scoppia in lacrime e confessa tutto ad Isabel. Joan, a questo punto, capisce finalmente di aver sbagliato e rinuncia ai propri piani. Sophie deve tornare in collegio e affida King a Milly; le due si salutano con affetto e promettono di rivedersi presto. |                   |                |
| 13    | 34    | Il primo salto di Andrew 「飛んで！おねがい」 - Tonde! Onegai – "Vola! Per favore" | 4 agosto 1988     | 3 aprile 1989  |
| 13    | 34    | Edward è preoccupato del fatto che Milly, ancora inesperta, gareggi con un cavallo bizzoso come Andrew e ne parla con Jim; l'allenatore, però, è fermamente convinto del talento di Milly e per dimostrarle il proprio sostegno le procura degli ostacoli regolamentari su cui esercitarsi. Andrew, ricordando i maltrattamenti di Vivian, non vuole saltare; Milly è scoraggiata, ma Edward, che ha deciso di avere più fiducia nell'amica, la esorta a non arrendersi. La tenacia e la pazienza di Milly vengono infine premiate e Andrew riesce a saltare gli ostacoli. |                   |                |
| 14    | 35    | Brava Milly 「走れ！夢に向かって」 - Hashire! Yume ni mukatte – "Corri! Verso il sogno" | 11 agosto 1988    | 5 aprile 1989  |
| 14    | 35    | È arrivato il giorno della gara di qualificazione al torneo nazionale. Vivian, invidiosa, cerca di far innervosire Andrew e il cavallo si blocca proprio al momento di saltare l'ultimo ostacolo; grazie agli incoraggiamenti di Milly, però, Andrew si riprende e conclude la gara. Milly e Kathy hanno totalizzato lo stesso punteggio e si stringono sportivamente la mano; ora non resta che attendere il verdetto della giuria. |                   |                |
| 15    | 36    | Un verdetto singolare 「別れと旅立ちのリン」 - Wakare to tabidachi no Rin – "Lynn di separazione e partenza" | 18 agosto 1988    | 7 aprile 1989  |
| 15    | 36    | Milly e Kathy si sono piazzate entrambe al primo posto e la giuria deve decidere la vincitrice. La scelta ricade su Kathy, ma Milly viene sorprendentemente selezionata come sua riserva. Milly e Andrew dovranno quindi sottoporsi agli allenamenti previsti per le partecipanti al torneo nazionale e la scuola decide di riportare Andrew al circolo; Vivian decide di approfittarne per liberarsi una volta per tutte di entrambi. Sarah informa il duca Richard dell'impresa di Milly, ma l'anziano nobiluomo rifiuta di sentirne parlare. |                   |                |
| 16    | 37    | Una giornata speciale 「早く！マーブル館へ」 - Hayaku! Māburu-kan e – "Velocemente! Al padiglione Marble" | 25 agosto 1988    | 10 aprile 1989 |
| 16    | 37    | George torna dal suo viaggio d'affari per trascorrere un po' di tempo con Milly e Sarah; il ritorno del visconte è causa di alcune tensioni con il duca Richard, che non ha mai perdonato a George di essersi rifiutato di sposare Magdalene Wavebury e rinfaccia al figlio di aver portato il casato alla rovina. Il duca proibisce inoltre a Sarah di fare visita a Milly; la ragazza è triste, ma Arthur la incoraggia a non perdere la speranza che un giorno le cose si sistemeranno. Milly e George visitano brevemente casa Marble, ora di proprietà della banca, ed entrambi promettono di fare il possibile per tornare a vivere tutti insieme. |                   |                |
| 17    | 38    | L'incidente di Edward 「危ない！エドワード」 - Abunai! Edowādo – "Attento! Edward" | 1º settembre 1988 | 12 aprile 1989 |
| 17    | 38    | Edward compra un anello per Milly, ma non riesce a darglielo a causa dell'involontaria intromissione di Arthur; l'episodio rende Edward invidioso del fratello e desideroso di mostrare a Milly tutto il proprio valore. Il ragazzo, frustrato, esagera con gli allenamenti e cade da cavallo, rompendosi una gamba e dovendo essere così escluso dal torneo nazionale. Arthur capisce che Edward prova per Milly qualcosa di più di semplice amicizia e augura al fratello di riuscire a dichiarare i propri sentimenti. |                   |                |
| 18    | 39    | La fuga di Andrew 「リンとセーラの誓い」 - Rin to Sēra no chikai – "Il giuramento di Lynn e Sarah" | 8 settembre 1988  | 14 aprile 1989 |
| 18    | 39    | Phyllis e Mathilda, due ragazze del gruppo di Vivian, spaventano Andrew e il cavallo fugge dalla scuderia; verrà ritrovato qualche ora dopo da Sarah, venuta a fare visita a Milly, nel parco di casa Montgomery. Jim si rende conto che le responsabili sono Phyllis e Mathilda ritrovando un ciondolo perduto da Mathilda nella stalla di Andrew, ma Vivian riesce ad evitare che le due ragazze siano accusate. |                   |                |
| 19    | 40    | Una gradita sorpresa 「小さな胸にはママが」 - Chīsana mune ni wa mama ga – "La mamma è dentro il mio piccolo petto" | 15 settembre 1988 | 17 aprile 1989 |
| 19    | 40    | Sophie è in vacanza e torna a casa Montgomery per passare qualche giorno con Isabel e Milly. La bimba è ormai cambiata ed è diventata gentile e altruista con tutti, ma è triste a causa della lontananza di Joan. Isabel organizza per Milly e Sophie una gita all'allevamento dov'è nato Andrew e qui Sophie scopre che qualcuno le ha regalato Florence, una bellissima cavalla. Il regalo è da parte di Joan: la donna si sente in colpa per non essere stata una buona madre per Sophie e non vuole farsi vedere da lei, ma grazie a Milly e ad Isabel madre e figlia potranno finalmente ritrovarsi. |                   |                |
| 20    | 41    | Matrimonio felice 「幸せのウェディング」 - Shiawase no wedingu – "Un matrimonio di felicità" | 22 settembre 1988 | 19 aprile 1989 |
| 20    | 41    | Eric, il fratello di Paul, è innamorato di Peggy, ma la ragazza sta per sposare un altro. Paul organizza un appuntamento per far incontrare Eric e Peggy; purtroppo, l'idea si rivela decisamente sbagliata e i rapporti tra Eric e Peggy si raffreddano notevolmente. Si scopre che il padre di Peggy si oppone alle nozze della figlia con Eric per una questione di affari, ma grazie all'intervento di Milly e Isabel tutto si sistema ed Eric e Peggy possono coronare il loro sogno d'amore. |                   |                |
| 21    | 42    | La felicità dura un attimo 「なぜ！？突然の悲しみが」 - Naze!? Totsuzen no kanashimi ga – "Perché!? All'improvviso la tristezza" | 29 settembre 1988 | 21 aprile 1989 |
| 21    | 42    | George annuncia al duca Richard e a Sarah di essere finalmente in grado di riscattare casa Marble: l'uomo sta aspettando l'arrivo di un carico dall'America e con il ricavato della vendita riuscirà finalmente a pagare i propri debiti. Il duca Richard, suo malgrado impressionato e orgoglioso di George, permette a Sarah di passare la giornata con Milly. Vivian si offre di fare da mentore a Kathy, ma quest'ultima rifiuta, preferendo competere con Milly ad armi pari; Vivian è furiosa. George comunica anche a Milly la bella notizia, ma poco dopo viene informato che il carico è andato distrutto a causa di un incendio. |                   |                |
| 22    | 43    | Il ritorno di Mary 「招かれざる転校生」 - Manekarezaru tenkōsei – "La nuova studentessa non invitata" | 6 ottobre 1988    | 24 aprile 1989 |
| 22    | 43    | Isabel decide di non dire per il momento a Milly che l'affare di George è sfumato. George aveva assicurato il carico, ma il banchiere a cui deve il denaro è, per sua somma sfortuna, Victor Reynolds, il padre di Magdalene Wavebury: alla notizia che la merce è bruciata, Reynolds convince l'assicurazione a non risarcire George con l'obbiettivo di vendicarsi del visconte. Mary Wavebury torna in Inghilterra su invito del nonno e, alla notizia che Milly frequenta il collegio St. Patrick, decide di iscriversi alla stessa scuola; Vivian ospita la ragazza dietro richiesta del padre, vecchio amico di Reynolds. |                   |                |
| 23    | 44    | Il ricatto 「なぜなのアーサー！？」 - Naze nano Āsā!? – "Perché Arthur!?" | 13 ottobre 1988   | 26 aprile 1989 |
| 23    | 44    | Mary e Vivian organizzano un ricevimento e invitano anche Milly, i fratelli Brighton e Philip. Mary ricatta Arthur: se il ragazzo non le farà da accompagnatore, Mary rivelerà a Milly che l'affare di George è fallito. Arthur è costretto ad accettare; per Milly sarà uno shock enorme vedere l'amico assieme a Mary. Edward, ancora convalescente, declina l'invito, ma quando Philip, ignaro della situazione, gli fa sapere che Arthur ha accettato di essere il cavaliere di Mary, il ragazzo raggiunge la festa e prende a pugni il fratello davanti a tutti. |                   |                |
| 24    | 45    | La grande sfida 「夜明けの秘密レース」 - Yoake no himitsu rēsu – "La corsa segreta all'alba" | 20 ottobre 1988   | 28 aprile 1989 |
| 24    | 45    | Mary istiga Vivian a sfidare Milly ad una gara di velocità sfruttando la sua infatuazione per Edward; dopodiché, Mary rivela a Milly che George non è in grado di acquistare casa Marble e la convince a partecipare alla gara contro Vivian in cambio del suo aiuto per ottenere il risarcimento dall'assicurazione. L'obiettivo di Mary non è solo vendicarsi di Milly: la perfida ragazza intende sbarazzarsi anche di Vivian per potersi aggiudicare la Lady St. Patrick. Mary avvisa quindi Jim, Philip e il preside, che vengono raggiunti anche da Edward. Alla vista di Edward, Vivian si distrae e cade da cavallo, ferendosi gravemente. |                   |                |
| 25    | 46    | La nuova amica 「みんな、許して⋯」 - Minna, yurushite… – "Tutti, perdonatemi…" | 27 ottobre 1988   | 1º maggio 1989 |
| 25    | 46    | Milly viene sospesa per qualche giorno a causa della gara e perché accusata di aver provocato la caduta di Vivian; in realtà, l'incidente è stato causato da Mary, che aveva tagliato le redini di Milly. Kathy, Edward e Philip scoprono tutto e tentano di convincere Vivian a dire la verità; la ragazza, alla fine, capendo di essersi fatta usare da Mary, confessa tutto al preside e lo convince ad ammettere Milly come titolare effettiva al torneo nazionale. I ragazzi, però, non hanno le prove per accusare Mary e la perfida ragazza è libera di progettare un nuovo piano contro Milly. |                   |                |
| 26    | 47    | Un nuovo cavallo per Kathy 「リンの夢 リンの危機」 - Rin no yume Rin no kiki – "Il sogno di Lynn. La crisi di Lynn" | 3 novembre 1988   | 3 maggio 1989  |
| 26    | 47    | Milly conosce Barbara, Annie e Betty, concorrenti del torneo e amiche di Kathy. Le cinque ragazze si sfidano ad una piccola gara di allenamento, ma il cavallo di Kathy non si dimostra all'altezza di competere; Vivian, allora, le offre la possibilità di cavalcare Elizabeth, e Kathy accetta con gioia. |                   |                |
| 27    | 48    | Amici come prima 「嵐の前のマーブル館」 - Arashi no mae no māburu-kan – "Il padiglione Marble prima della tempesta" | 10 novembre 1988  | 5 maggio 1989  |
| 27    | 48    | Vivian, ormai cambiata, decide di sostenere Milly e Kathy e prega le amiche Phyllis e Mathilda a fare lo stesso. Edward, pentito per aver picchiato Arthur, racconta al fratello gli intrighi di Mary e i due riescono a chiarirsi e a fare pace. Il duca Richard avverte George che Victor Reynolds ha deciso di rovinarlo e gli consiglia di essere prudente; Milly, da parte sua, crede ancora che Mary manterrà la parola data e l'aiuterà. |                   |                |
| 28    | 49    | Mary non desiste 「メアリ最後の企み」 - Meari saigo no takurami – "L'ultimo complotto di Mary" | 17 novembre 1988  | 8 maggio 1989  |
| 28    | 49    | Mary, che gareggia per la Lady St. Patrick con il circolo del tennis, viene eliminata dal torneo a cui partecipa; Vivian è preoccupata perché sa che ora Mary, non essendo più in lizza per la Lady St. Patrick, non si fermerà davanti a nulla pur di far squalificare anche Milly. Sophie torna a casa Montgomery e Isabel organizza un ricevimento per sollevare il morale di Milly, angosciata per la situazione finanziaria del padre. Mary impone a Milly di rinunciare al torneo e alla Lady St. Patrick, altrimenti Reynolds farà in modo che George non ottenga il risarcimento; Milly, sconvolta, non sa cosa fare. |                   |                |
| 29    | 50    | Il sogno svanisce 「消えるクレストの夢」 - Kieru kuresuto no yume – "Il sogno della cresta che scompare" | 24 novembre 1988  | 10 maggio 1989 |
| 29    | 50    | Milly si confida con Sophie e la bambina promette di mantenere il segreto. Il duca Richard e Sarah sono invitati alla festa organizzata a casa Montgomery: il duca è ancora deciso a non incontrare Milly e rifiuta l'invito, ma permette a Sarah di andare e la ragazza, felice, capisce che l'ostinazione del nonno sta cominciando a cedere. Al ricevimento partecipano tutti gli amici di Milly, ma la ragazzina si è recata a visitare un'ultima volta casa Marble e non si presenta alla festa. Sophie, a questo punto, decide di non poter più tacere e rivela a tutti il ricatto di Mary. Edward esorta Milly a non rinunciare ai propri sogni, ma Milly ha ormai deciso: per lei la cosa più importante è la felicità di Sarah e George, quindi si ritirerà dal torneo.                                                       |                   |                |
| 30    | 51    | Vivian al contrattacco 「胸いっぱいの悲しみ」 - Mune ippai no kanashimi – "La tristezza che riempie il mio petto" | 1º dicembre 1988  | 12 maggio 1989 |
| 30    | 51    | Vivian, dietro richiesta di Edward, chiede al padre, anch'egli banchiere, di concedere un prestito a George, ma Reynolds lo convince a rifiutare. La ragazza non si arrende e mette a punto una contromossa: si procura le redini tagliate da Mary, conservate da Kathy sin dal giorno della gara, e impone a Mary di lasciare in pace Milly, oppure il preside verrà a sapere tutto. Mary, pur con le spalle al muro, non demorde e tenta di istigare Reynolds contro il signor Spencer; Vivian, con l'aiuto di Edward, Kathy e Philip, riesce a far comprendere la situazione al padre e il signor Spencer, infine, accetta di aiutare George Russell. |                   |                |
| 31    | 52    | Uno per tutti, tutti per uno! 「愛のシンフォニー」 - Ai no shinfonī – "Sinfonia d'amore" | 8 dicembre 1988   | 15 maggio 1989 |
| 31    | 52    | Il signor Spencer spiega a Reynolds la verità dietro agli intrighi di Mary: Reynolds, che ha sempre creduto alle menzogne della nipote, è infine costretto a ricredersi, soprattutto dopo aver assistito ad una manifestazione di affetto nei confronti di Milly da parte dell'intero circolo di equitazione. Reynolds accetta di aiutare i Russell, ma ad una condizione: Milly dovrà vincere il torneo nazionale. Milly è felice, ma anche preoccupata per la responsabilità che ora grava sulle sue spalle; George e Sarah, però, la esortano a non preoccuparsi dell'accordo e fare semplicemente del suo meglio. Il giorno del torneo infine arriva: ad assistere alla gara arrivano tutti gli amici e i parenti di Milly, inclusi il duca Richard, Reynolds e Mary, costretta dal nonno.                                         |                   |                |
| 32    | 53    | Un arcobaleno di speranza 「涙のむこうには虹が」 - Namida no mukou ni wa niji ga – "Oltre le lacrime un arcobaleno" | 15 dicembre 1988  | 17 maggio 1989 |
| 32    | 53    | Milly si qualifica al primo posto a pari merito con Kathy, Barbara, Annie e Betty e dovrà sostenere un'ultima gara di corsa ad ostacoli per stabilire la vincitrice. Prima della gara, Reynolds, senza rivelare la propria identità, scambia qualche parola con Milly, rimanendo definitivamente colpito dalla bontà d'animo della ragazzina, completamente diversa dalla meschinità di Mary. La gara è molto combattuta, ma alla fine Milly riesce a vincere. Reynolds accetta di buon grado di concedere il prestito, Milly può finalmente conoscere il duca Richard e il preside conferisce a Milly la Lady St. Patrick. I Russell tornano a vivere a casa Marble e Milly apre finalmente il cofanetto portagioie di sua madre. |                   |                |
| 33    | 54    | Una piccola nemica 「やさしく強く美しく」 - Yasashiku tsuyoku utsukushiku – "Gentilmente, fortemente, magnificamente" | 22 dicembre 1988  | 19 maggio 1989 |
| 33    | 54    | Un episodio riassuntivo dedicato a Sophie e di come, da nemica, divenne amica di Milly. |                   |                |
| 34    | 55    | Una gara importante 「リンは風に向かって」 - Rin wa kaze ni mukatte – "Lynn va verso il vento" | 29 dicembre 1988  | 22 maggio 1989 |
| 34    | 55    | Episodio riassuntivo dedicato alla decisione di Milly di gareggiare per la Lady St. Patrick. |                   |                |
| 35    | 56    | Nubi all'orizzonte 「悲しみの三重奏」 - Kanashimi no sanjūsō – "Trio di tristezza" | 19 gennaio 1989   | 24 maggio 1989 |
| 35    | 56    | Puntata riassuntiva dedicata a Mary e alle sue macchinazioni ai danni di Milly. |                   |                |
| 36    | 57    | Addio alla tristezza 「悲しみよサヨウナラ」 - Kanashimi yo sayōnara – "Tristezza addio" | 26 gennaio 1989   | 26 maggio 1989 |
| 36    | 57    | Episodio riassuntivo dedicato agli ultimi eventi e al finale della serie. |                   |                |

### Sigle
La sigla italiana, scritta da Alessandra Valeri Manera con la musica di Carmelo Carucci ed interpretata da Cristina D'Avena, presenta un arrangiamento completamente diverso e viene usata sia in apertura che in chiusura. Il brano è stato poi incluso in alcuni album della cantante, ovvero Cristina D'Avena e... i tuoi amici in TV 3 (1989).
Sigla di apertura
- LADY, dei Shonen-tai (prima serie)
- Lady Crest ~Tobira wo akete~ (レディ・クレスト～扉を開けて～?), di Kaori Moritani (seconda serie)

Sigla di chiusura
- Futari dake no moonlight (ふたりだけのムーンライト?), dei Shonen-tai (prima serie)
- Nobara no shōzō (野ばらの肖像?), di Kaori Moritani (seconda serie)

Sigla di apertura e di chiusura italiana
- Milly - Un giorno dopo l'altro, di Cristina D'Avena con i Piccoli Cantori di Milano e i cori di Moreno Ferrara, Ricky Belloni e Silvio Pozzoli

## Trasmissioni e adattamenti nel mondo
L'anime è stato trasmesso, oltre che in Giappone e in Italia, anche in diversi Paesi in tutto il mondo. In Francia e in Spagna è stata trasmessa la stessa edizione mandata in onda in Italia, poiché le reti televisive La Cinq e Telecinco sono di proprietà di Mediaset; la sigla utilizzata da entrambe ha come base quella italiana, ma il testo tradotto ed è cantata da Claude Lombard per la prima e da Soledad Pilas Santos per la seconda.
| Stato          | Canale/i televisivo | Data prima TV                                                              | Titolo                                 |
| -------------- | ------------------- | -------------------------------------------------------------------------- | -------------------------------------- |
| Arabia Saudita |                     |                                                                            | Lady Lady (ليدي ليدي)                  |
| Corea del Sud  | SBS                 |                                                                            | Deuljangmi sonyeo Lin (들장미소녀 린?) |
| Filippine      | QTV Channel         | 21 aprile – 19 maggio 2008 (1ª serie) 20 maggio – 4 luglio 2008 (2ª serie) | Lady Lady!!                            |
| Francia        | La Cinq             | 11 settembre 1989                                                          | Gwendoline                             |
| Polonia        | Polsat 2            |                                                                            | Mała Dama                              |
| Spagna         | Telecinco           | 1991                                                                       | Chiquitina                             |